# Le Macchie
Le Macchie is een plaats (frazione) in de Italiaanse gemeente Arcidosso.
Is een klein dorp tussen de kastanjebomen op de hellingen van Monte Labbro.